# Šefkija Behmen
Šefkija Behmen (1892 Stolac, Bosna a Hercegovina – 14. července 1974 Jajce, Socialistická federativní republika Jugoslávie) byl bosenskohercegovský politik bosňáckého původu.

## Životopis
V rodném městě dokončil mekteb, muslimskou základní školu. Gymnázium navštěvoval v Mostaru. Právnickou fakultu absolvoval v Budapešti, doktorský titul získal pravděpodobně v Záhřebu.
Po vzniku Království Srbů, Chorvatů a Slovinců se intenzivně angažoval v politice. Byl členem Jugoslávské muslimské organizace (JMO) od jejího vzniku na začátku roku 1919. Na kandidátce JMO byl roku 1923 zvolen poslancem bělehradského parlamentu. Mandát obhájil i ve volebním klání roku 1925 a 1927. Kratší čas zastupoval JMO ve vládě Ljubomira Davidoviće (27. července–6. listopadu 1924), kde vedl rezort sociální politiky a současně byl zástupcem ministra národního zdraví. Po zavedení královské diktatury a zrušení parlamentarismu (1929) se stáhl do ústraní. Jistá čas působil jako podnikový advokát v Bělehradě. Po vstupu bývalých představitelů JMO do vlády roku 1935 se stal ministrem bez portfeje. Tento post zastával ve dvou vládách Milana Stojadinoviće, načež byl po roztržce se stranickým šéfem Mehmedem Spahou odvolán (14. 5. 1938) a jeho místo zaujal Džafer Kulenović. Před následujícími parlamentními volbami roku 1938 přesto získal podporu strany, formálně existující v rámci Jugoslávského radikálního společenství, na místní úrovni a získal mandát za obvod Jajce.
Roku 1937 krátce vedl tiskový orgán JMO, list Pravda (Spravedlnost), který dosud redigoval jeho bratr Mahmud.
Po německé invazi do Jugoslávie roku 1941 a jejím rozpadu se politicky neangažoval. Roku 1945 mu nový komunistický režim zabavil veškerý majetek.
Behmen zemřel 14. července 1974 v Jajce. Jeho tělesné ostatky byly převezeny do Sarajeva a 17. července uloženy na hřbitově Bare.
Jeho bratr Mahmud (1895–1937) byl taktéž právník a politik Jugoslávské muslimské organizace.